# Sylvenomyia
Sylvenomyia is een muggengeslacht uit de familie van de galmuggen (Cecidomyiidae).

## Soorten
- S. spinigera (Spungis, 1985)
- S. sueciae Mamaev & Zaitzev, 1998